# Тренчьянска Турна (район Тренчин)

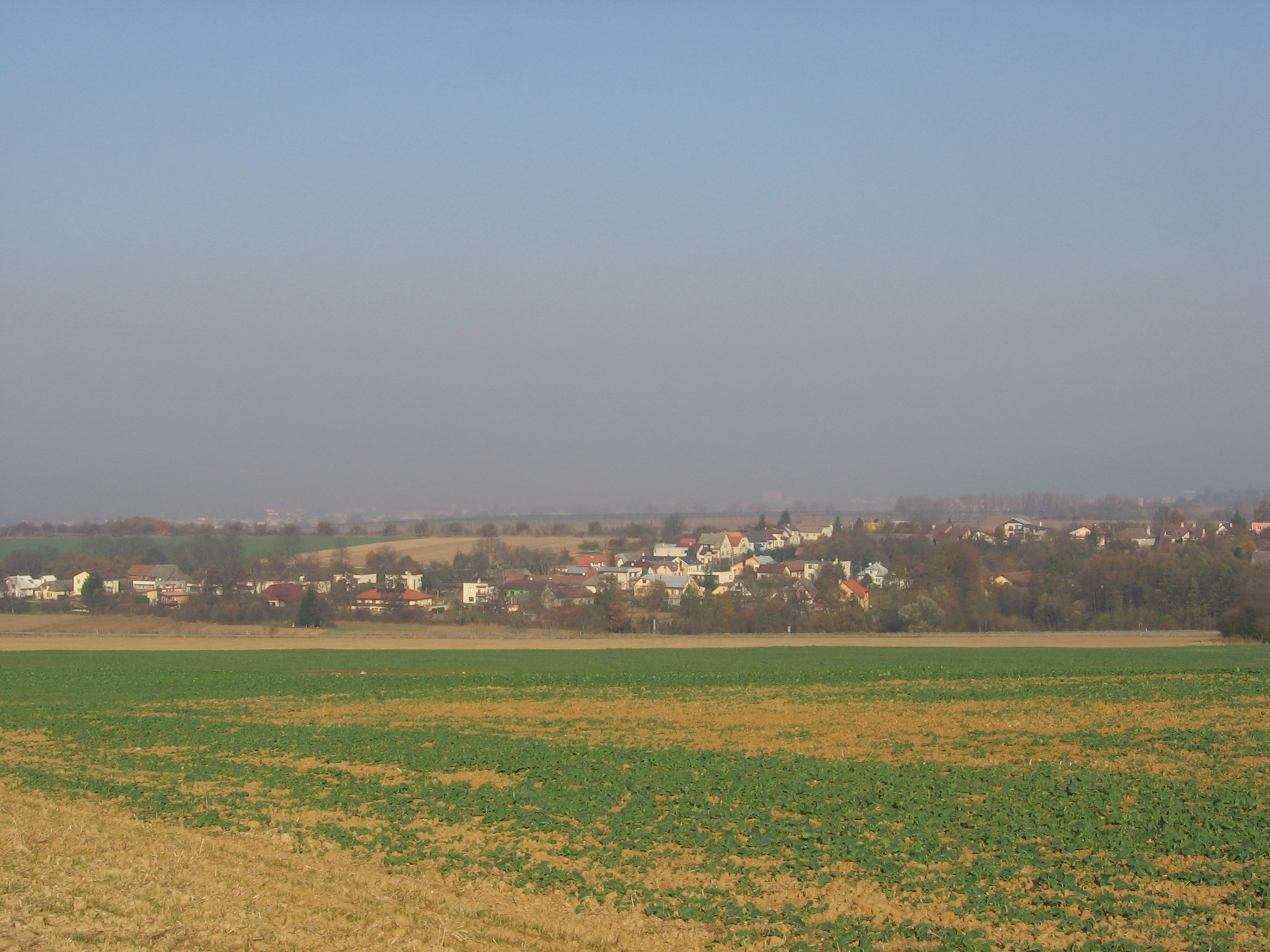

Тренчанска Турна (словац. Trenčianska Turná, венг. Tornyos) — село в северо-западной Словакии, входит в состав района Тренчин, Тренчанского края.
Расположена к северу от горного массива Поважски-Иновец, на левом берегу среднего течения р. Ваг, самой протяженной реки Словакии, левого притока Дуная.
Население Тренчанской Турны — 3 125 человек. (2011).

## История
В исторических документах село впервые упоминается в 1269, 1281 и 1331 годах. В районе села 3 августа 1708 состоялась битва между габсбургской армией австрийского графа, генерала Зиберта Хайстера и войсками венгерских мятежников под командованием Ференца II Ракоци.
В 1976 году с. Тренчанска Турна была объединена с соседней деревней Гамре.

## Население
| Год:                | 1994 | 2004     | 2014     | 2024     |
| ------------------- | ---- | -------- | -------- | -------- |
| Количество человек: | 2464 | 2743     | 3170     | 3561     |
| Разница:            |      | +11,32 % | +15,56 % | +12,33 % |

## Известные уроженцы
- Тимон, Самуил (1675—1736) — иезуит, историк словацкого происхождения, основатель современной венгерской и словацкой историографии, педагог, географ.